# Lamprosiella pygmaea
Lamprosiella pygmaea là một loài bướm đêm thuộc phân họ Arctiinae, họ Erebidae.